# 石勝線特急列車脱線火災事故
石勝線特急列車脱線火災事故（せきしょうせんとっきゅうれっしゃだっせんかさいじこ）は、 2011年（平成23年）5月27日に北海道勇払郡で発生した鉄道事故である。清風山信号場を通過中だった上り特急スーパーおおぞら14号が信号場内で脱線し、信号場内の第1ニニウトンネル内で停止した。停止後に火災が発生し、乗員乗客252人中79人が負傷した。
この事故のおよそ2年後の2013年9月19日、線路の整備不足によって函館本線の大沼駅構内で貨物列車が脱線する事故が発生。石勝線と函館本線の事故を受けて国土交通省はJR北海道に対して事業改善命令と監督命令を発令した。事故後、JR北海道は本事故の日付である5月27日を「安全再生の日」に制定した。

## 事故の経緯

### 清風山信号場までの運行

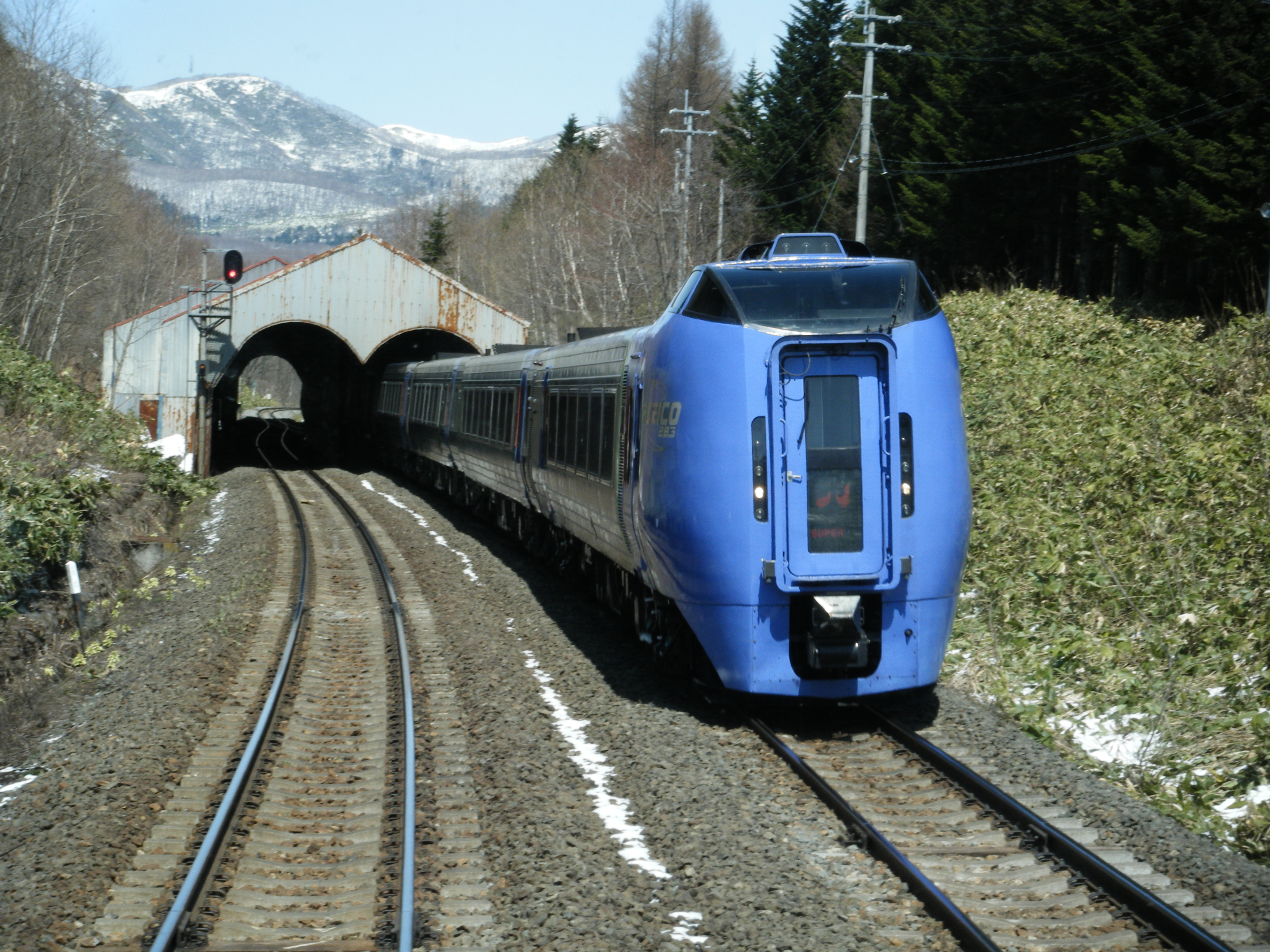
キハ283系によって運行される特急スーパーおおぞら

特急スーパーおおぞら14号は釧路駅から札幌駅へ向かう定期旅客列車で、釧路運輸車両所所属のキハ283系6両編成によって運行されていた。事故当日は乗客248人と運転士・車掌各1人、車内販売員2人の合計252人が乗車していた。スーパーおおぞら14号はトマム駅を定刻よりも2分遅れのJST21時38分に出発し、清風山信号場を時速120kmで通過した。

### 脱線

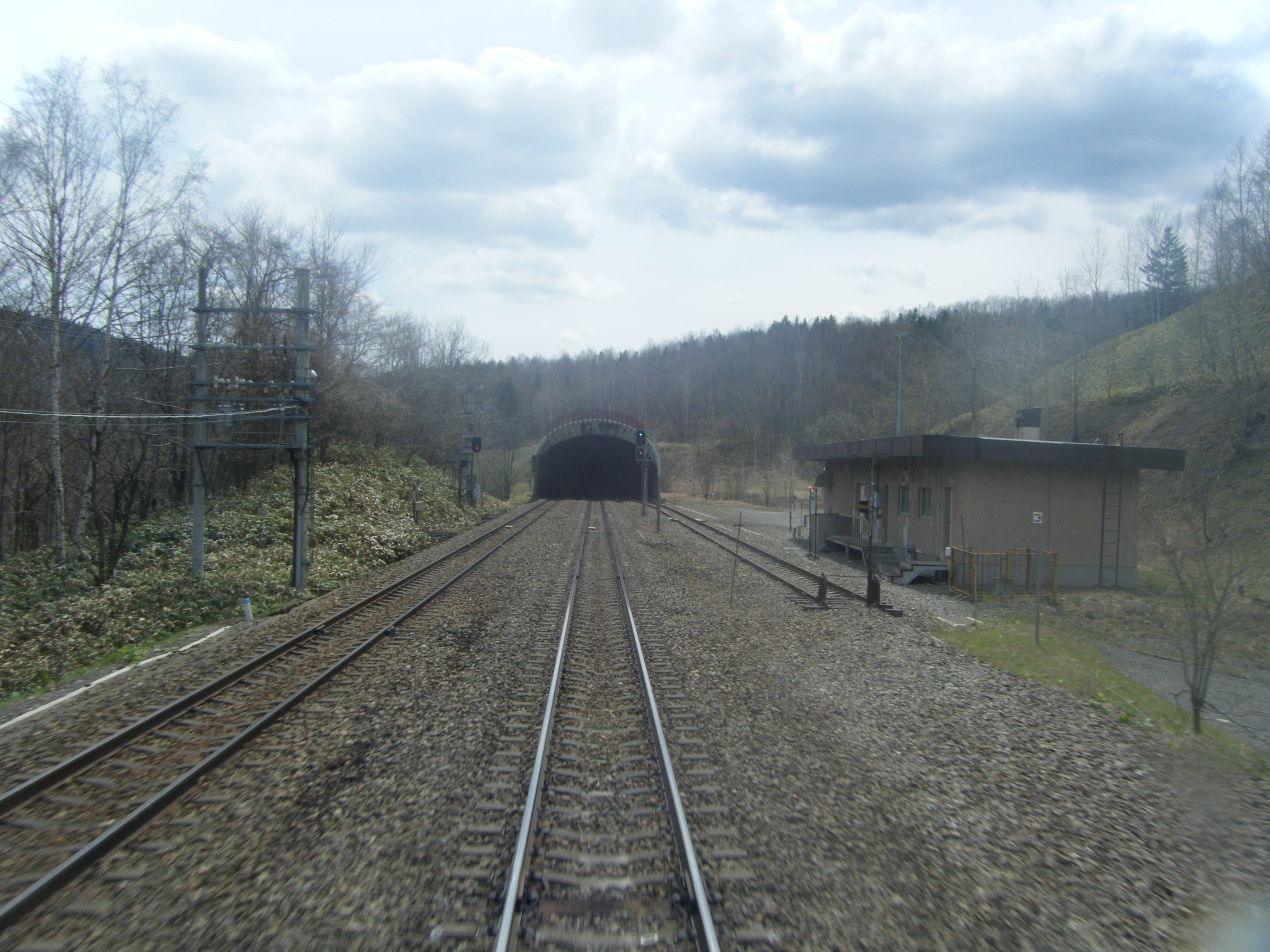
事故現場となった清風山信号場
奥に見えるのが第1ニニウトンネル

通過時に、4両目の変速機の故障を知らせる警告が運転室内で点灯した。この時当該車両に居た車掌は、突き上げるような衝撃音と断続的な激しい揺れを経験したため、運転士との連絡を試みた。車掌は激しい揺れが発生しているため、直ちに列車を止めるように指示し、運転士は清風山信号場にある第1ニニウトンネル内で列車を停止させた。停止直前に6両目に居た複数の乗客は吹き上がる炎を目撃した。停止後、運転士は指令に状況を報告しようとしたが、突如「機関停止」などの様々な警告が表示され始めたため、全ての問題を伝えることが出来なかった。その後、運転士は指令の指示に従って列車を釧路方へ動かし、トンネルの外へ出そうとした。しかし、逆転機の表示灯が点灯せず、列車を力行させることが出来なかった。一方、4両目では6両目から避難してきた乗客が車掌に対して煙が出ていることを伝えていた。

### 避難
車掌は煙がトンネル内に充満していることを指令に告げ、指令は4～6両目の乗客を1～3両目へ避難させるよう指示した。車掌は乗客を降車させるべきだと指令に伝えたが、指令は煙の流入を防ぐためにドアを開けないよう返答した。運転士もトンネル内に煙が充満していることに気付き、指令に報告したところ全てのエンジンを切るように指示があった。エンジンを切ったことによって運転室を除く全ての室内灯が消灯した。また、しばらくして運転室では火災警報が作動した。車掌は運転室へ向かい、札幌方のトンネル出口までの状況を確認してくる旨を伝え、22時20分頃車外へ降車した。車掌は脱出まで10分ほどかかると運転士に無線で伝達したが、運転士側からは受信は出来たものの送信が出来ない状態だった。運転士は指令と交信し、車外への避難の許可を受けたが、これ以降指令と交信が出来ない状態となった。3両目では乗客が車外への避難を開始しており、車内販売員が脱出を支援した。一方、1両目では別の車内販売員がデッキで避難指示を待っていたが、乗車していたJR北海道の社員からすでに3両目で避難を開始している旨を伝えられ、運転士と車内販売員、同乗していた社員らは1両目のドアから乗客を避難させ始めた。乗客から「自分が最後である」と言う報告を受けた後に、運転士は1両目中程まで確認を行い、車外へ避難した。この時、社員の内1人が5両目で火災が発生していることを確認したが、1両目に引き返した時点ですでに誰もおらず、また携帯電話も使用できなかったため報告を行うことが出来なかった。車掌は列車へ引き返している最中に避難してくる乗客と遭遇し、避難誘導を開始した。その後、運転士から「自分が最後である」報告を受け、トンネル外へ避難した。乗客らは携帯電話の明かりを頼りにトンネルを進んだ。
事故によって乗員乗客252人中79人が軽傷を負った。うち乗客1人は一時的に意識が朦朧とした状態となった。乗客の多くは咽頭炎、喉頭炎、気管支炎、呼吸困難などの傷病だった。消防隊は翌日の0時07分頃に現場へ到着し、0時47分頃から搬送が開始された。火災は7時36分に鎮火された。乗客の医療関係者は現場で負傷者の救護を行っており、運輸安全委員会（JTSB）はこれによって迅速な搬送が可能となったとしている。

## 事故調査
JTSBが事故調査を行った。運転室内には運転状況を記録することが出来るモニターなどが装備されていたが、事故後の火災によって焼失していた。

### 被害状況

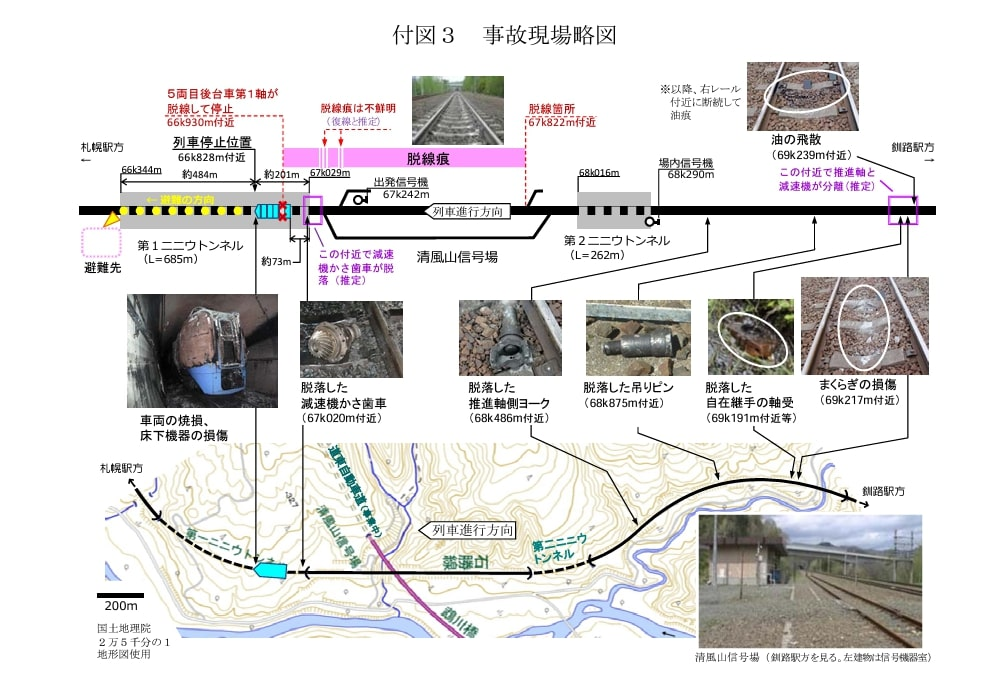
事故現場概略図

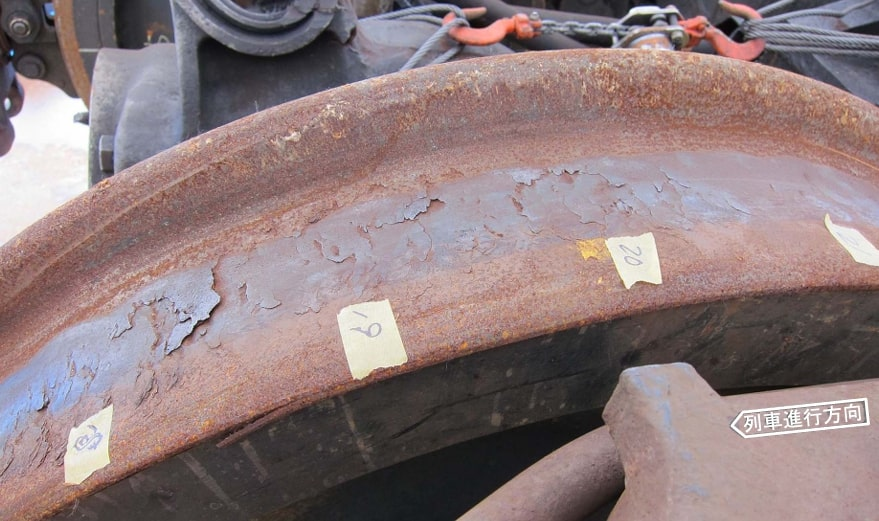
剥離が生じた車輪

列車は第1ニニウトンネルの釧路方201m地点から73m地点に停車しており、5両目後部の台車車軸が脱線していた。また、破損の状況から4両目後部の台車も一時的に脱線していたものと考えられる。事故の2日後、車両は機関車に牽引され搬出された。また、床下を調査したところ4両目の減速機から6両目に掛けて損傷が確認された。特に5両目と6両目では燃料タンク内に軽油は残っていなかった。
トンネルの2,200m手前の地点でオイルが飛散した形跡が発見され、2,100m付近の地点で自在継手の軸受が発見された。その他、吊りピンや推進軸の部品、減速機が発見された。4両目の車輪を検査したところ、広範囲にわたって剥離が発生していることが判明した。車輪には剥離によって最大3.5mm程度のへこみが生じており、これによって激しい振動が発生したと見られている。これによって減速機を固定する部品が脱落、減速機と推進機が分離し、垂下した減速機が枕木に接触した。この状態で信号場内の分岐器に進入したため、減速機に4両目後部の台車が乗り上げ脱線、その後脱落した減速機に乗り上げて5両目前方の台車が脱線したとみられている。なお、4両目の台車は分岐器に進入した際に復線したと考えられている。乗員乗客の証言から、列車が停止した後に予備灯が一切点灯していなかったことが判明しているが、焼損によって原因を特定することは出来なかった。
焼損の状況から、6両目前方の発電機またはエンジン付近から出火したものとみられているが、詳細な出火原因は特定できなかった。出火後、破損した燃料タンクから軽油が流出し、枕木にかかったことで延焼した。その後、炎が6両目左側の窓から車内に入り、1両目へ向かって延焼したとみられる。

### 避難誘導

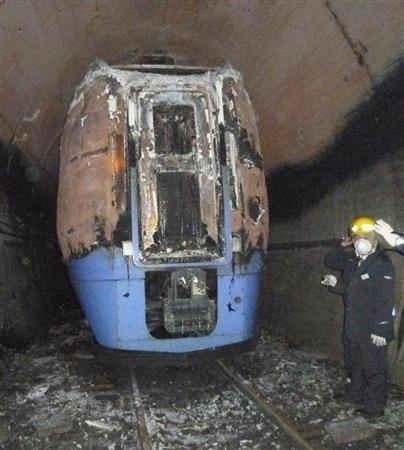
1両目の焼損状況

緊急事態発生時のマニュアルは複数存在し、それぞれで火災発生時の避難誘導に関する手順が異なっていた。そのため、誰が避難開始を決定するかが不明確となっており、適切な決定をすることが出来なかった。運転士と車掌はどちらも列車後方の状況を確認できておらず、脱線や火災の事実を認識できていなかった可能性が指摘されている。また6両目の複数の乗客は火災を目撃していたが、乗務員に報告はしていなかった。この点についてJTSBは「火災の発生を速やかに通報することの必要性を乗客等に周知することが望まれる」と報告書で述べている。
運転士と指令は脱線を認知していなかったため、トンネル外へ列車を移動させる試みに時間を費やした。また、火災について認知していなかったため指令は直ちに避難を開始すべき状況であると判断できず、その結果避難誘導が遅れた可能性が指摘されている。報告書ではトンネル内で火災が発生した場合には可能な限り列車をトンネル外へ退避させる事が重要としているが、脱線などが疑われる場合には直ちに乗客を安全な場所へ避難させるべきであるとしている。JTSBは本事故のように被害状況が確認できないような場合には乗務員の判断を優先して、列車外への乗客の避難を開始すべきと報告書で述べている。
第1ニニウトンネルには照明設備が設置されていたが、点灯させるにはトンネル入り口のスイッチを押す必要があった。事故当時は照明が点灯しておらず、また車掌もスイッチの位置を知らなかったためトンネル内は暗く、さらに煙が充満した状況となっていた。JTSBは報告書で、トンネル内に避難誘導用の案内板を設けると共に、適切な箇所にスイッチを設置することを推奨している。

### 事故原因
JTSBは事故原因として車輪に生じた剥離によって激しい振動が誘発され、減速機を固定する部品類が脱落し、減速機が垂下したことを挙げた。これによって4両目と5両目の台車が脱線、脱落した減速機の部品が燃料タンクを破損したことにより、出火した火が延焼拡大し、列車全体が焼損に至ったと結論付けた。
また、JTSBは剥離が著しい車輪が使用されないよう、適切な検査時期・手法を確立することを勧告した。

## 事故の余波
この事故はJR北海道の発足以来最も重大な事故と言われた。この事故のおよそ2年後の2013年9月19日、線路の整備不足によって函館本線の大沼駅構内で貨物列車が脱線する事故が発生した。函館本線での事故ではレールの検査結果改ざん、補修の放置が常態化していたことが判明。本事故と函館本線での事故を受けて国土交通省はJR北海道に対して事業改善命令と監督命令を発令、JR北海道は「安全性向上のための行動計画」等を策定した。また、トンネル内での火災事故を想定した訓練を各地で実施するようになった。
事故車両は6両編成（全て釧路運輸車両所所属）で、札幌方から1両目（6号車、キハ283-9）、2両目（5号車、キハ282-101）、3両目（4号車、キハ282-1）、4両目（3号車、キロ282-7）、5両目（2号車、キハ282-3001）、6両目（1号車、キハ283-1）であった。6両とも火災で全焼しており損傷が激しく、現場からの移動が困難だったため、車体を切断したうえで苗穂工場へと搬送され、同年6月30日付で全て罹災廃車となった。代替として、2013年にキハ261系1000番台が6両製造されている。なお、事故車両の一部は事故資料として、JR北海道の社員研修センター（札幌市手稲区）敷地内の専用の建屋にて保存・展示されている。
本事故の4か月後である2011年9月、JR北海道の社長であった中島尚俊が失踪、その後小樽市沖合で遺体となって発見された。残された遺書には三六協定違反の謝罪や、本事故に関する内容が記述されていた。その後、当時の会長であった小池明夫が再任した。